# Thorpe Langton
Thorpe Langton är en ort och civil parish i Storbritannien.   Den ligger i grevskapet Leicestershire och riksdelen England, i den södra delen av landet, 120 km norr om huvudstaden London. Thorpe Langton ligger 98 meter över havet och antalet invånare är 200.
Terrängen runt Thorpe Langton är platt. Runt Thorpe Langton är det tätbefolkat, med 356 invånare per kvadratkilometer. Närmaste större samhälle är Leicester, 19,7 km nordväst om Thorpe Langton. Trakten runt Thorpe Langton består till största delen av jordbruksmark.